# Joodse begraafplaats (Winsum)
De Joodse begraafplaats langs de Netlaan (verlengde van de Munsterweg) in Winsum werd in 1867 in gebruik genomen. De Joodse gemeenschap bestond echter al langer, want bij de ressortale indeling van 1821 werd Winsum al erkend. Aanvankelijk werden de doden begraven in Groningen, maar omdat de gemeente in leden bleef groeien, was een eigen begraafplaats zeer gewenst.
In 1909 werden het bruggetje en het ijzeren toegangshek geplaatst. Dit was een geschenk van Betsy Boasson. Met dit hek is de begraafplaats een rijksmonument. Op de begraafplaats staan 50 grafstenen, waarvan de oudste uit 1867 en de jongste uit 1941.
Reeds voor de Tweede Wereldoorlog was het aantal Joden in Winsum flink afgenomen. De synagoge (uit 1878) aan het Sjoelplein (Nieuwstraat) in Obergum werd in 1934 verkocht en doet vandaag de dag dienst als cultureel centrum.

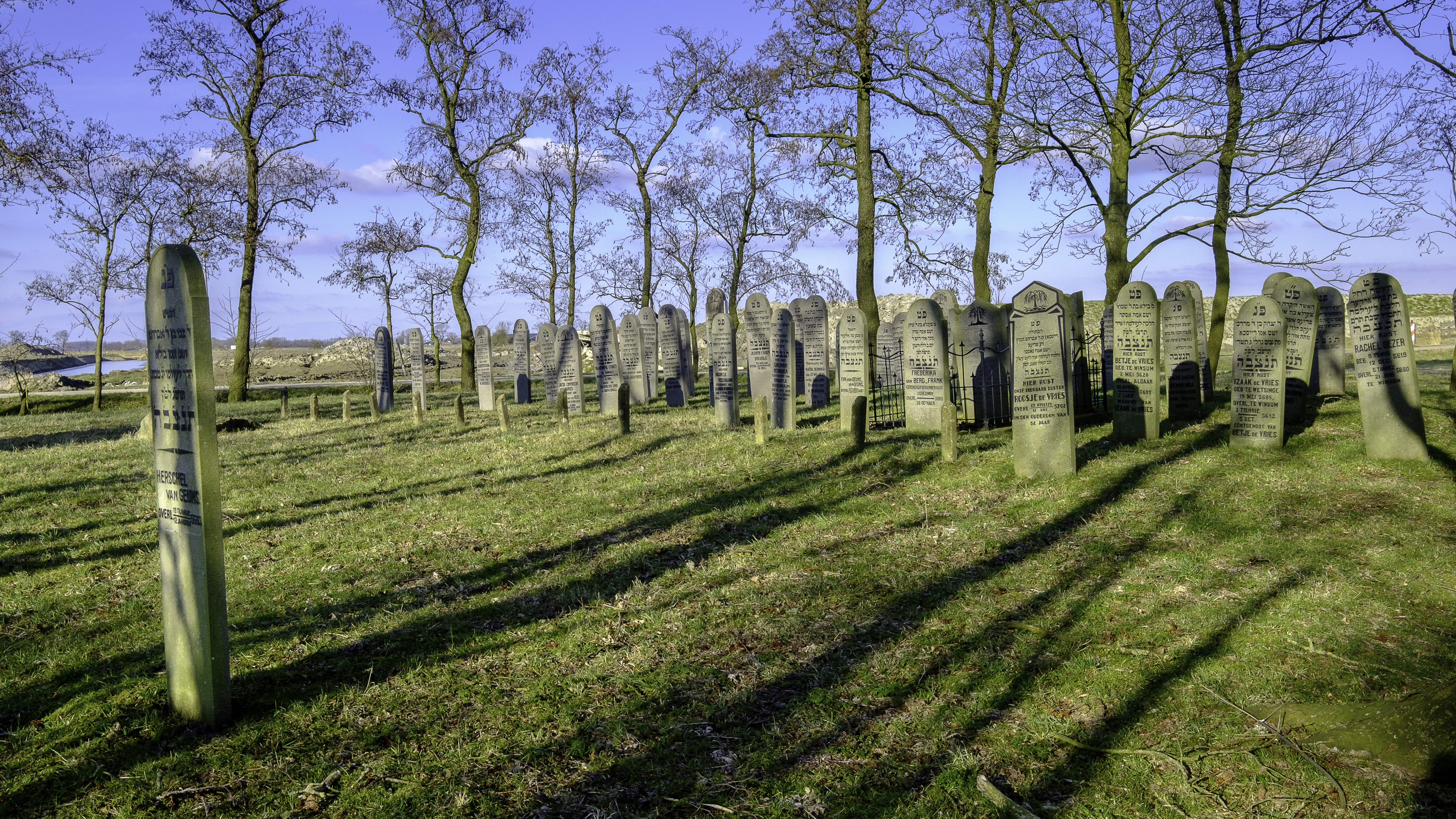
Grafstenen op de Joodse begraafplaats te Winsum